# Frischen
Frischen nennt man verschiedene Verfahren, die vor allem zur Verringerung des Kohlenstoffanteils von Eisenwerkstoffen, aber auch der Anteile verschiedener anderer unerwünschter Bestandteile des Roheisens wie Phosphor und Schwefel mit Hilfe von Sauerstoff dienen. Je nach Art des Verfahrens kann neben dem Roheisen auch Schrott mit verarbeitet werden und es können unterschiedliche Arten von Stahl oder Gusseisen erzeugt werden.
Das am weitesten verbreitete Verfahren ist das Linz-Donawitz-Verfahren (LD-Verfahren). Damit werden derzeit 72 % der Weltrohstahlproduktion hergestellt (Stand: 2013).

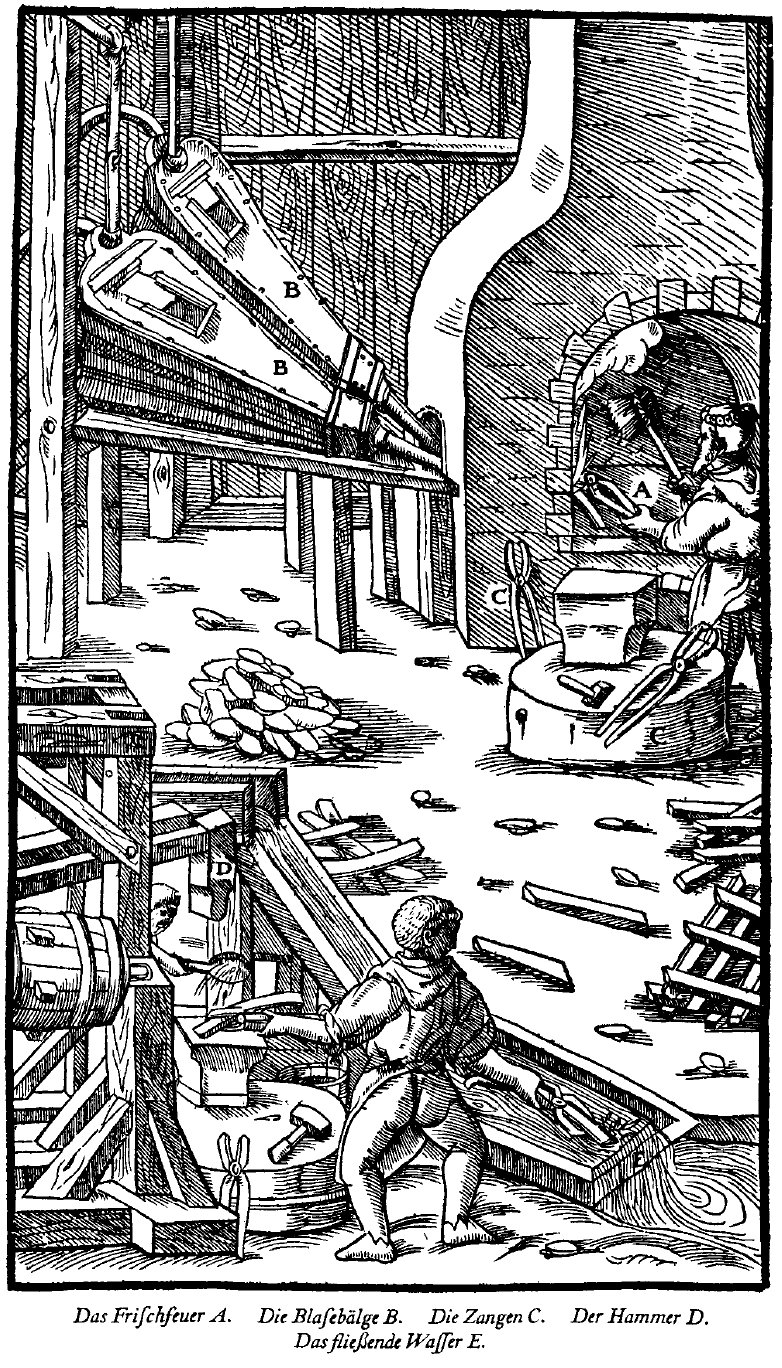
Spätmittelalterliche Schmiede beim Frischen der kohlenstoffreichen Luppen am Frischfeuer. Quelle: Agricola: De re metallica libri XII. (1556)

In Abhängigkeit von der Temperatur des fertigen Eisens bzw. Stahls werden drei grundsätzliche Frisch-Verfahren unterschieden:
- Beim Glühfrischen verbleibt das Eisen im festen Zustand. Das Verfahren wird bei der Herstellung von Temperguss und im Kalling-Rennerfelt-Verfahren zur Herstellung von „Edelschrott“ aus granuliertem Roheisen angewendet.

- Beim Schweißstahlverfahren wird flüssiges Roheisen verarbeitet. Im Verlauf der Frischbehandlung erhöht sich durch die Verringerung des Kohlenstoffgehalts der Schmelzpunkt des Eisens allerdings stärker als dessen Temperatur, so dass der entstehende Stahl zu kristallisieren beginnt und in einen teigigen Zustand übergeht. 
Es gibt vier Varianten des Schweißstahlverfahrens:
  - Das Frischherdverfahren ist aus dem Rennofenverfahren hervorgegangen, bei dem Eisenschwamm (Luppen) erzeugt wurde. Die Weiterentwicklung des Rennofens zum Stückofen und später Floßofen ließen aufgrund höherer Temperaturen – unerwünscht – bereits flüssiges kohlenstoffreiches und nicht schmiedbares Roheisen entstehen, das sogenannte Saueisen (engl. pig iron), das nach dem Erstarren aufwändig gefrischt werden musste. Heute wie damals sorgt eingebrachte Holzkohle für die Wärmezufuhr und dabei für eine oxidierende Wirkung zur Verringerung der unerwünschten Eisenbegleiter. Das gefrischte Eisen muss anschließend noch durch Schmieden von Schlacke-Bestandteilen befreit werden. Historisch unter mehrfachem Feuerschweißen am Amboss.
  - Beim Puddelverfahren, auch Flammofenfrischen genannt, wird das Roheisen bis zum flüssigen Zustand in einer Pfanne erhitzt und unter ständigem Rühren mit heißer Luft überblasen, die für eine Verbrennung der Eisenbegleiter sorgt.
  - Das Paketierverfahren arbeitet vorwiegend mit Schweißstahlschrott, der im festen Zustand gebündelt, das heißt in Paketform (Name!) gebracht wird. Im Schweißofen werden diese Pakete auf ca. 1400 °C[2] erhitzt und der als Herd fungierende Schweißsand verbindet sich mit oberflächlich entstehendem Eisenoxid zu Schlacke, die anschließend abfließt.
  - Das Astonverfahren dient zur Herstellung von Schweißstahl und wurde in den USA entwickelt. Bereits vorbereiteter, etwa 1500 bis 1550 °C heißer, flüssiger Stahl wird dabei auf eine ebenfalls flüssige, aber um etwa 250 °C kältere Schlacke gegossen.[2] Durch den Abschreckvorgang und die starke Bewegung verliert der Stahl einen Teil der gelösten Gase und der Fremdbeimengungen. Durch die Abkühlung fällt zudem die Temperatur unter den Schmelzpunkt und verfestigt sich zu einer mehrere Tonnen schweren Luppe.

- Beim Flussstahlverfahren wird das Einsatzmaterial entweder im festen oder flüssigen Zustand verarbeitet. Die Temperatur erhöht sich während des Frischvorgangs allerdings so stark, dass der fertige Stahl stets flüssig ist. Das Flussstahlverfahren kennt fünf verschiedene Unterarten.
  - Das Tiegelstahlverfahren zählt zu den beheizten Frischprozessen und diente ursprünglich dazu, Schweißstahl durch Umschmelzen von Verunreinigungen zu befreien und zu homogenisieren. Als die Ansprüche an den Stahl stiegen, wurde das Verfahren auch dazu eingesetzt, um Stahl mit auf den jeweiligen Zweck abgestimmten Eigenschaften zu erzeugen.
  - Das Herdfrischverfahren zählt ebenfalls zu den beheizten Frischprozessen, bei dem das Roheisen in einen flachen Herd eingebracht wird. Der zum Frischen benötigte Sauerstoff wird durch Sauerstoff-Träger (z. B. Erz, Walzzunder etc.) in das Bad eingebracht. Siemens-Martin-Ofen und Lichtbogenofen zählen zu den Herdfrischverfahren.
  - Das Windfrischverfahren zählt zu den unbeheizten Frischprozessen, da während des Prozesses so viel Wärme erzeugt wird, dass eine zusätzliche Wärmequelle unnötig ist und sogar ein Teil Schrott mitverarbeitet werden kann. Der Sauerstoff wird dabei entweder durch Düsen im Schmelztiegel oder mit einer Lanze von oben auf das flüssige Roheisen geblasen. Beim Bessemer- und Thomasverfahren wird Luft; beim daraus hervorgegangenen OBM-Verfahren Sauerstoff von unten in die Schmelze geblasen.  Beim LD-Verfahren wird der Sauerstoff hingegen von oben mittels einer Lanze in den Tiegel und damit auf die Schmelze geblasen. Es gibt auch kombinierte Verfahren, bei dem man den Sauerstoff sowohl von oben mittels Lanze sowie durch Düsen im Tiegelboden bläst. Des Weiteren besitzen die meisten modernen LD-Tiegel ebenfalls Bodendüsen, über die allerdings meist kein Sauerstoff, sondern Argon zur besseren Durchmischung der Schmelze eingeblasen wird.
  - Das Elektrostahl-Verfahren zählt zu den beheizten Frischprozessen, bei dem die erforderliche Wärme durch elektrische Energie erzeugt und entweder mit Elektroden wie beim Lichtbogenofen oder durch induzierte magnetische Wechselfelder wie beim Induktionsofen in das Einsatzmaterial übertragen wird.
  - Beim Perrin-Verfahren, 1932 von René Perrin entwickelt, wird flüssiges Roheisen aus mehreren Metern Höhe auf ein ebenfalls flüssiges Bad aus Schlacke gegossen, dadurch werden beide intensiv durchmischt. Durch die große Berührungsfläche zwischen beiden Phasen ist der Frischvorgang innerhalb von wenigen Minuten beendet.

Ein weiteres zum Frischen zählendes Verfahren ist die Vacuum oxygen decarburisation (VOD-Verfahren), mit dem Rostfreier Stahl unter Vakuum entkohlt wird.